# ژرژ لاکومب
ژرژ لاکومب (فرانسوی: Georges Lacombe‎؛ ۱۸ ژوئن ۱۸۶۸ – ۲۹ ژوئن ۱۹۱۶) نقاش و مجسمه‌ساز اهل فرانسه و از اعضای گروه نبی‌ها بود. از نقاشی‌های مشهورش می‌توان ورهر، موج پنجم (Vorhor, the Green Wave) را نام برد.